# Café Muttern

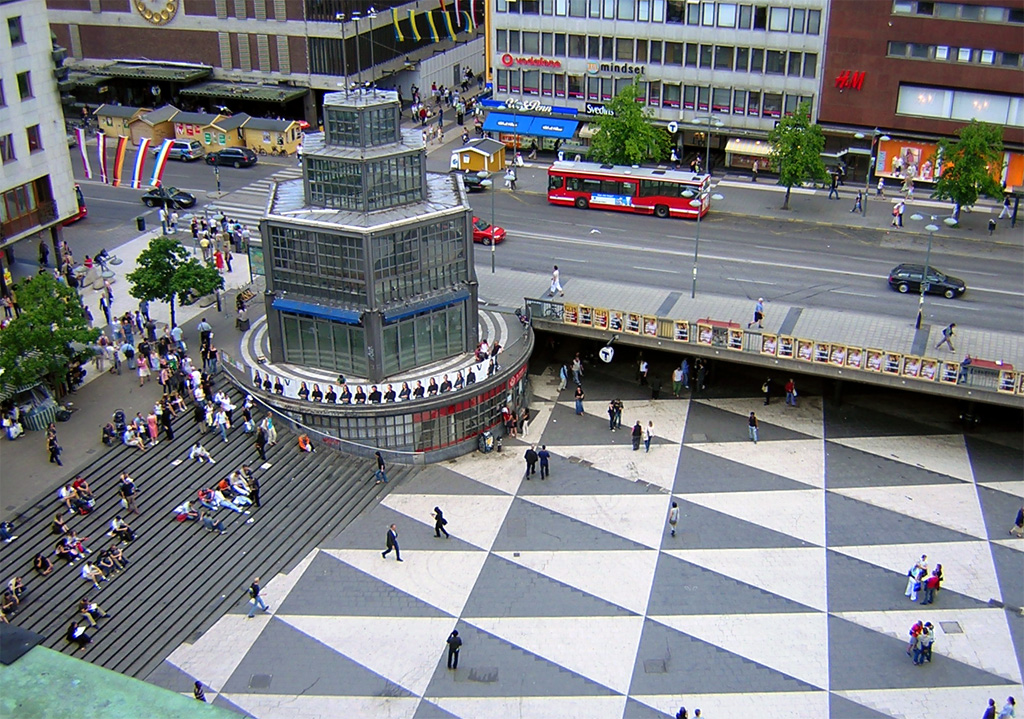
Café Muttern i juni 2004.

Café Muttern (eller bara Muttern, officiellt Tobias Mutter) var ett café och en restaurang i hörnet Drottninggatan 40 / Klarabergsgatan på Norrmalm i Stockholm. Namnet ”Muttern” härrörde från byggnadens sexkantiga form som liknade en mutter. Byggnaden uppfördes 1990 och revs 2004. Därefter byggdes nuvarande entrépaviljong med trappor, rulltrappor och hiss till T-centralen.

## Historik

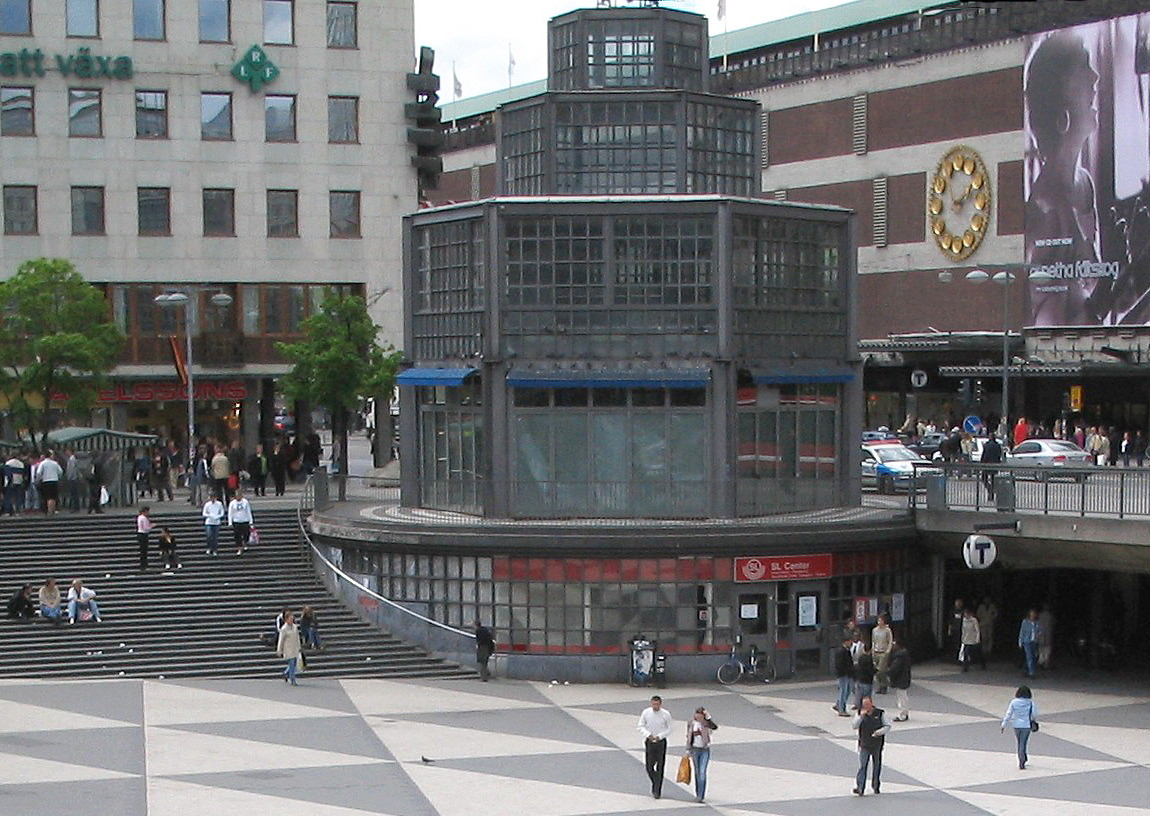
Muttern i maj 2004

I hörnet Drottninggatan 46 / Klarabergsgatan låg ursprungligen Husmoderns varuhus som försvann 1955 i samband med Norrmalmsregleringen när Sergels torg började anläggas. Fram till 1990 fanns här bara en utsiktsterrass med bänkar. 
Muttern var resultatet av en arkitekttävling som arrangerades 1990 av Stockholms Byggmästarförening till sitt 100-årsjubileum. För bygget beviljades ett tillfälligt bygglov som förlängdes några gånger. Arkitekten Göran Lundquist ritade det vinnande förslaget och Siab byggde det. Byggnaden placerades i hörnet Drottninggatan / Klarabergsgatan intill torgets breda fritrappa. Den utformades som en hexagon i glas och stål med tre våningar. De båda översta våningarna var indragna och bildade en sorts lanternin. Hela bygget liknade tre muttrar i olika storlekar staplade ovanpå varandra.
Serveringslokalen nåddes från gatuplan och mot torget låg en terrass med uteservering. Från torgplanet fanns ingång till ett SL Center med information och biljettförsäljning. "Muttern", som byggnaden kom att kallas, invigdes på nationaldagen den 6 juni 1990 av dåvarande finansborgarrådet Mats Hulth. Egentligen hette byggnaden Tobias Mutter, som var en anspelning på dels formen och dels skulptören Tobias Sergel som gav Sergels torg sitt namn.

## Muttern rivs

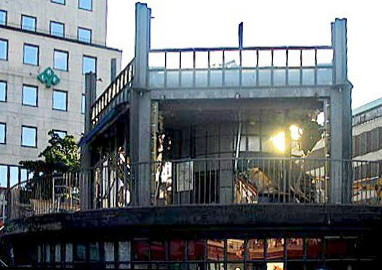
Muttern rivs, augusti 2004.

I samband med kommunalvalet 1998 blev Sergels torgs framtida utformning och ”uppfräschning” ett politiskt stridsäpple. Flera arkitekttävlingar anordnades och det fanns planer på höghus och överdäckning av torget. År 2001 inledde Stockholms stadsbyggnadskontor planarbetet med en överdäckning och upprustning av torget. I förslaget ingick även ett alternativ att ersätta Muttern med en högre byggnad som skulle innehålla bostäder, kontor eller hotell. Med "högre byggnad" avsågs en skyskrapa.
Men Stockholmarna ville bevara Sergels torg som det var. Förslagen, speciellt överdäckningen, kritiserades hårt av bland andra Skönhetsrådet som menade: "Det strider mot grundtanken med Sergels torg som en stor mötesplats med myllrande folkliv". Några större förändringar blev det inte, bortsett från Sergelgångens inglasning. Det som beslutades av kommunfullmäktige 2003 var en ny upp- och nergång till T-centralen på Mutterns plats. 
Stockholms stad förvärvade därefter Muttern från Siab och i augusti 2004 revs byggnaden. På Mutterns plats uppfördes sedan en tunnelbane-entré efter ritningar av Wester + Elsner arkitekter till en kostnad av omkring 100 miljoner kronor. I kostnaden ingick även ombyggnader och anpassningar i biljetthallen.

## Bilder
- Hörnet Drottninggatan / Klarabergsgatan genom tiden

"Hörnet
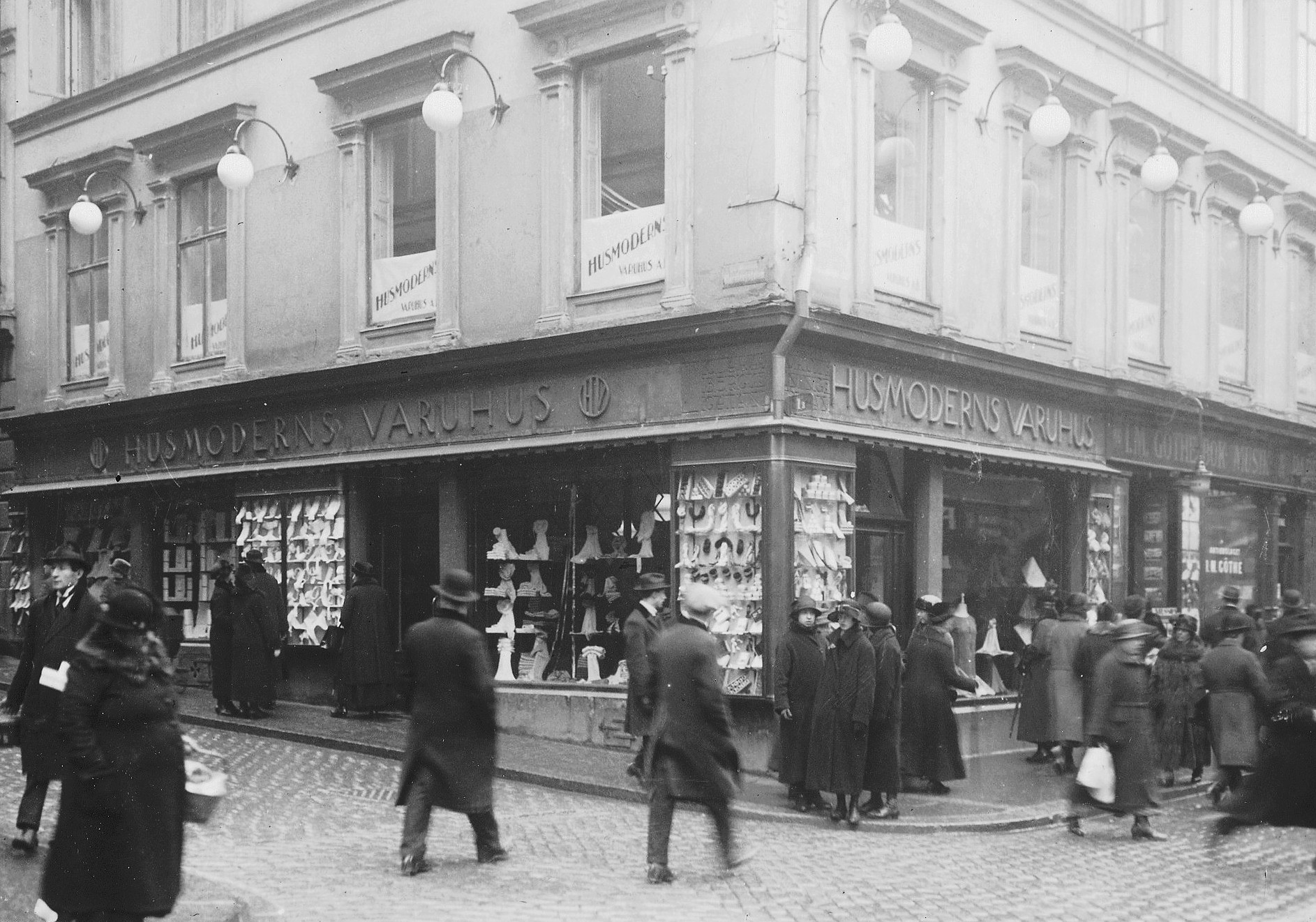
Husmoderns varuhus 1928.
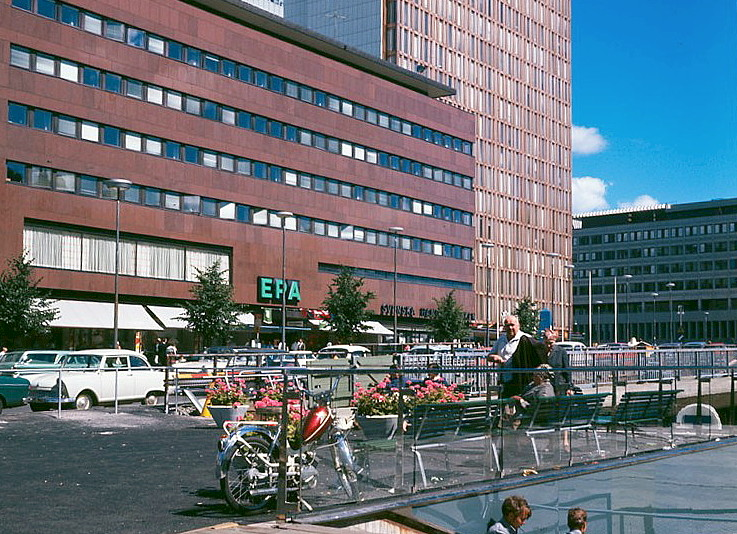
En utsiktsterrass 1966.
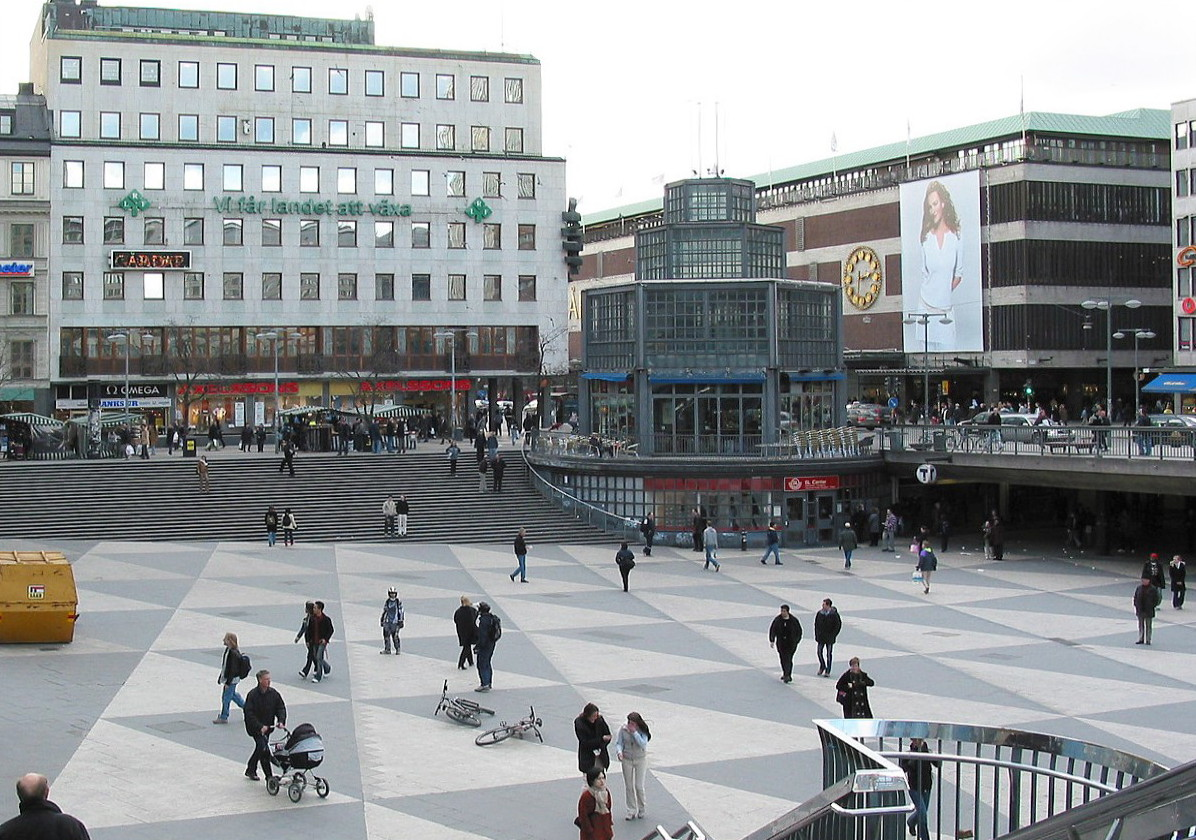
Muttern 2003.
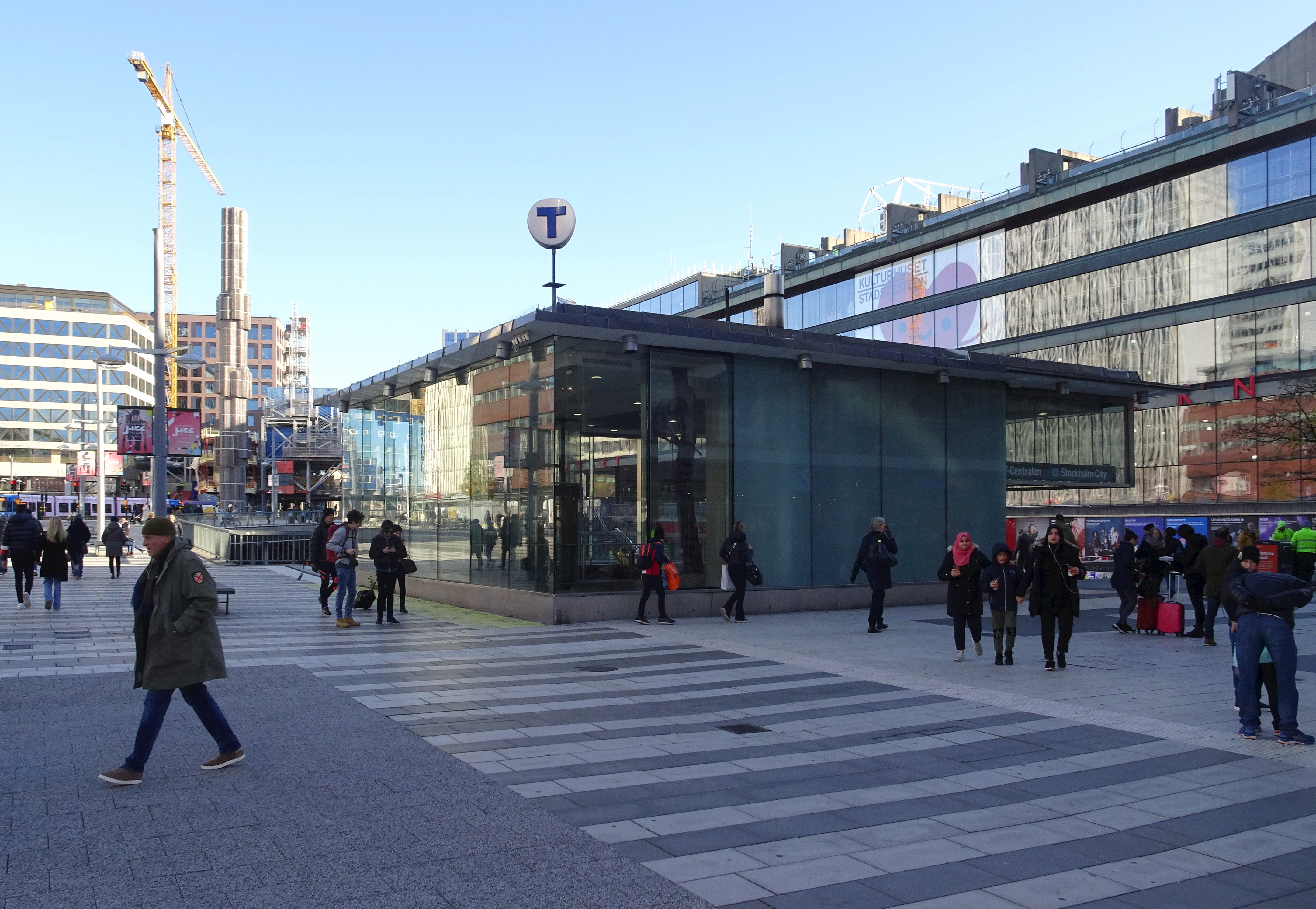
T-centralen 2019.